# Aeroporto Internacional de João Pessoa
O Aeroporto Internacional de João Pessoa - Presidente Castro Pinto (IATA: JPA, ICAO: SBJP) é um aeroporto internacional localizado no município de Bayeux, na Paraíba. Situado a 7,5 quilômetros da capital João Pessoa e a 22 km da Praia de Tambaú, seu acesso se dá através da BR-230 (região das praias) ou do Acesso Oeste (centro da cidade). Sua localização é privilegiada com relação a obstáculos por abranger terrenos situados em um altiplano de cotas hidrográficas em torno de 65 metros e estar suficientemente afastado das áreas urbanas.
A ocupação do solo nas imediações apresenta baixa densidade demográfica e grandes espaços vazios; os empreendimentos existentes são industriais de porte médio e residências do tipo casas térreo. Não há acidentes geográficos de grande porte e as edificações baixas não constituem obstáculos às operações aéreas.
Em uma área de 8 947,72 metros quadrados, o atual terminal de passageiros dispõe de dois pavimentos, jardins e amplo estacionamento de veículos. Salas de embarque e desembarque, saguão, balcões para recebimento e entrega de bagagens, guarda-volumes, guichês para companhias aéreas, lanchonete/restaurante, box para informações turísticas, lojas, locadoras de veículos, serviços de táxi e estacionamento privativo.

## História
O Comando da Aeronáutica construiu o antigo Terminal de Passageiros e a pista do aeroporto em conjunto com o governo estadual e instalou um Destacamento de Proteção ao Voo para coordenar e oferecer segurança ao Tráfego Aéreo local. Foi homologado pelas autoridades federais em 20 de agosto de 1957.
A jurisdição técnica administrativa e operacional foi transferida para a Infraero em 1 de fevereiro de 1979, pela Portaria nº 136/GM5 de 30 de janeiro de 1979.
No primeiro ano de administração, a Infraero realizou melhorias referentes à pavimentação de área e interseção da pista de pouso e decolagem com a pista de táxi e serviços de pintura da sinalização horizontal da pista 16/34 do Aeroporto.
Entre 1980 e 1981, mediante convênios com o estado da Paraíba, foram executadas obras e serviços de ampliação, reforma e melhoria da infraestrutura: ampliação da pista de pouso, 16/34 para 2.515x45m e para permitir operação de aeronaves Boeing 707-320c FAB KC 137 (132 ton.), DC-10/30 (210 ton.), B-727-200 (80 ton.) e B-747 (318 ton.); implantação de "stop-way" de 120m, sendo 60m para cada cabeceira; reforço da pista de rolamento; ampliação e reforço do pátio de manobras (90 x 140m) para atender simultaneamente as aeronaves: 1 B-707-320 C, 1 B-727-200 e 1 B-737-100, por meios próprios; obras de drenagem da área de movimento de aeronaves; melhoria do sistema de balizamento luminoso; e instalação do sistema AVASIS (equipamento de auxílio visual).
Em abril de 1983, foi realizada a inauguração do Terminal de Carga Aérea. Desde então, o movimento de cargas cresceu, o que ajudou na logística do estado, principalmente para as indústrias instaladas na grande João Pessoa.
Em 1985, mediante convênio com o Estado da Paraíba, foi concluída a obra de construção de um novo Terminal de Passageiros, onde foi realizada a melhoria significativa dos serviços aeroportuários, com maior conforto ao usuário do transporte aéreo, maior segurança e maior eficiência à operacionalidade do aeroporto.[carece de fontes?]
Entre 2005 e 2007, sofreu uma reforma, pois já clamava por intervenções na infraestrutura, para atender o crescimento da demanda e a condição de porta de entrada do crescimento turístico nacional e internacional do estado da Paraíba.[carece de fontes?]
Nessa reforma foram realizados os seguintes serviços de modernização: reforma nas salas VIP’s; reforma nos sanitários do Terminal de Passageiros; ampliação na Seção de Contra-Incêndio; pintura da estrutura espacial; reforma dos guarda-corpos dos postes de iluminação dos pátios de estacionamento de aeronaves; emborrachamento de todas as rampas do terminal de passageiros; ampliação da área administrativa; construção de prédio para a manutenção; construção de abrigo de viaturas, entre outros serviços menores.[carece de fontes?]
Em 2019, teve fim, uma briga de mais de 60 anos entre os municípios de Bayeux e Santa Rita, sobre a localização do aeroporto. Em uma decisão, o Supremo Tribunal Federal julgou inconstitucional uma lei resultante de um acordo que previa que o aeroporto pertencia 56% ao município de Bayeux e 44% ao município de Santa Rita (passageiros pousavam em uma cidade e desembarcavam em outra) e devolveu o aeroporto integralmente para o município de Santa Rita. No entanto, em 28 de fevereiro de 2025 uma desembargadora derrubou a liminar que dava a posse do aeroporto ao município de Santa Rita, com isso, o aeroporto Castro Pinto voltou a pertencer ao município de Bayeux.

### Concessão à iniciativa privada
Em 15 de março de 2019, durante disputado leilão realizado na sede da B3, a empresa espanhola Aena Internacional ofertou 1,9 bilhão de reais para obter a administração do Castro Pinto, junto a outros cinco aeroportos que compunham o Bloco Nordeste na quinta rodada de privatizações, sendo eles, Recife, Aracaju, Maceió, Campina Grande e Juazeiro do Norte. Segundo o edital, a empresa vencedora deve administrar o aeroporto por um período de 30 anos.
No dia 24 de fevereiro de 2020, a Aena Internacional assumiu definitivamente as operações do aeroporto por um período de 30 anos, com direito a banho de batismo em um dos voos da Azul Linhas Aéreas.

## Estatísticas
Ver a consulta original do Wikidata.
| Ano               | Movimento (Passageiros) | %        |
| ----------------- | ----------------------- | -------- |
| 2000              | 242.183                 | ---      |
| 2001              | 236.748                 | - 2,24%  |
| 2002              | 218.881                 | - 7,55%  |
| 2003              | 198.204                 | - 9,45%  |
| 2004              | 208.428                 | +5,16%   |
| 2005              | 328.187                 | +57,46%  |
| 2006              | 438.346                 | +33,57%  |
| 2007              | 538.223                 | +22,78%  |
| 2008              | 438.776                 | - 18,48% |
| 2009              | 556.117                 | +56,74%  |
| 2010              | 902.499                 | +62,29%  |
| 2011              | 1.134.650               | +25,72%  |
| 2012              | 1.231.184               | +8,51%   |
| 2013              | 1.222.159               | - 0,73%  |
| 2014              | 1.314.217               | +7,53%   |
| 2015              | 1.445.676               | +10%     |
| 2016              | 1.401.501               | - 3,06%  |
| 2017              | 1.375.743               | - 1,84%  |
| 2018              | 1.418.263               | +3,09%   |
| 2019              | 1.385.076               | - 2,34%  |
| 2020 (COVID - 19) | 752.950                 | - 45,64% |
| 2021              | 1.033.336               | +37,3%   |
| 2022              | 1.231.689               | +19,2%   |
| 2023              | 1.431.433               | +16,2%   |
| 2024              | 1.605.805               | +12,2%   |
| 2025 (até julho)  | 1.067.507               | ----     |

| Ano               | Movimento (Operações) | %       |
| ----------------- | --------------------- | ------- |
| 2020 (COVID - 19) | 8 332                 | - 35,2% |
| 2021              | 11 636                | +39,7%  |
| 2022              | 11 897                | +2,2%   |
| 2023              | 13 302                | +11,8%  |
| 2024              | 15 584                | +17,2%  |
| 2025 (até julho)  | 9 504                 | ---     |

| Ano               | Movimento (Carga) | %       |
| ----------------- | ----------------- | ------- |
| 2020 (COVID - 19) | 1 944             | - 58,8% |
| 2021              | 2 683             | +38,0%  |
| 2022              | 2 897             | +8,0%   |
| 2023              | 2 818             | - 2,7%  |
| 2024              | 3 673             | +30,1%  |
| 2025 (até julho)  | 3 528             | ---     |

| Rank | Cidade                                | Passageiros |
| ---- | ------------------------------------- | ----------- |
| 1    | São Paulo-Guarulhos, São Paulo        | 133.666     |
| 2    | Rio de Janeiro-Galeão, Rio de Janeiro | 125.505     |
| 3    | Recife, Pernambuco                    | 83.390      |
| 4    | Brasília, Distrito Federal            | 52.355      |
| 5    | Salvador, Bahia                       | 50.182      |
| 6    | Belo Horizonte-Confins, Minas Gerais  | 9.482       |
| 7    | São Paulo-Congonhas, São Paulo        | 3.261       |
| 8    | Campinas, São Paulo                   | 2.818       |
| 9    | Natal, Rio Grande do Norte (sazonal)  | 1.118       |
| 10   | Porto Seguro - Bahia (cancelado)      | 184         |

## Complexo aeroportuário
- Sítio aeroportuário: 3.886.920,35 m²[6]
- Pátio das aeronaves:  2.550 x 45 m²[6]
- Pista (m): 2.515 x 45[6]
- Movimento (2023):   1.605.805   [16]
- Aeronaves (2023): 15 584 [16]
- Área (m²): 9.464 m²[6]
- Estacionamento de aeronaves: 6 posições
- Rotas: Recife (PE), Salvador (BA), Galeão (RJ), Brasília (DF), Confins (MG), Uberlândia (MG), Guarulhos (SP), Congonhas (SP), São José do Rio Preto (SP), Ribeirão Preto (SP), Viracopos (SP), Goiânia (GO) e Buenos Aires (AR).[17]

## Pista
- Cabeceira  = 16 / 34
- Comprimento  = 2515 metros (2.5 km)
- Superfície  = Asfalto